# ظاهرة مابيمبا

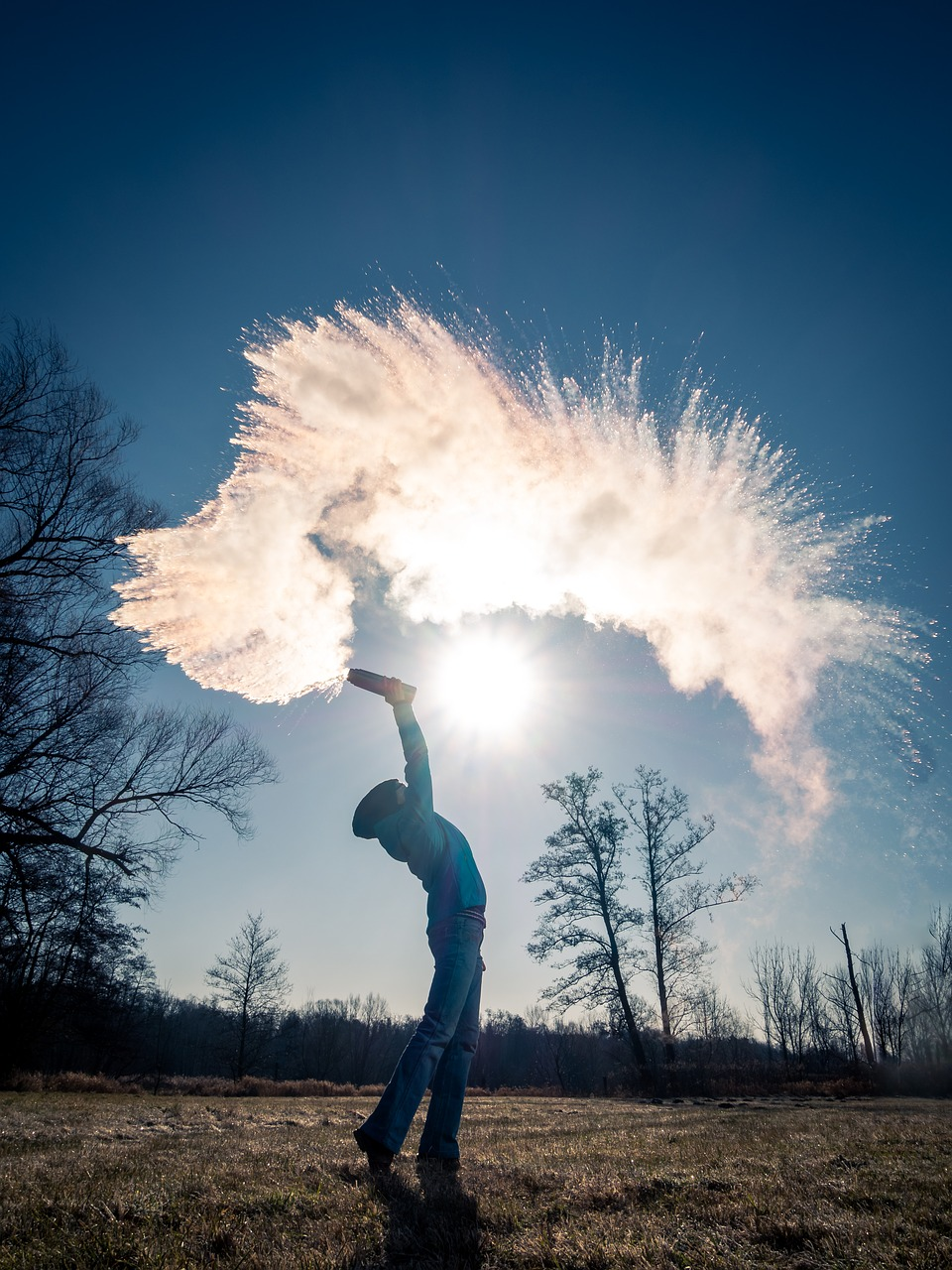

تأثير مابيمبا هو ملاحظة ان الماء الأكثر سخونة يتجمد أسرع من الماء الابرد عند ظروف معينة.

## قصة الاكتشاف
سمى هذه التأثير باسم طالب في المدرسة الثانوية التنزانية ارستو مابيمبا، مابيمبا واجه هذه الظاهرة في عام 1963 أثناء تجميده خليط من المثلجات الساخنة وملاحظته تجمدها قبل الخليط البارد.

## الأسباب
بعد البحث وجد الطالب ارستو مابيمبا ومعلمه أن درجة حرارة سطح الماء في أي وعاء هي أكبر من درجة حرارتها في القعر وهذا التناغم يبقى على حاله نتيجة حمل (فيزياء). كما أن عزل سطح الماء بواسطة عازل قد يؤثر بشكل دراماتيكي على عملية التبريد.
للأسف هذه الظاهرة تتناقض مع الديناميكا الحرارية وهذا ما أدى إلى فهم غير كامل لهذه الظاهرة فهناك الكثير من النطريات ومنها:
- إن عملية تجمد المياه ترتبط بشكل وثيق مع كمية الماء المراد تجميده وعليه فإن كمية الماء الساخن هي أقل من كمية الماء البارد نتيجة التبخر فهذا يفسر لماذا الماء الساخن يتجمد قبل الماء البارد.
- إن عملية تسخين الماء يؤثر على كمية الأملاح المعدنية وبتالي تنعدم تأثير هذه الأملاح على عملية التجمد وهذا ما يسرع من تجمد المياه.